# Испанская Формоза
Испанская Формоза (кит. трад. 臺灣西班牙統治時期, упр. 台湾西班牙统治时期, пиньинь Táiwān xībānyá tǒngzhì shíqí; исп. Gobernación de Formosa española / Gobernación de Hermosa española) — колониальное правление Испанской империи на острове Тайвань, продолжавшееся с 1626 по 1642 годы.
Первыми из европейцев берегов Тайваня достигли португальские моряки, которые назвали его «Формозой». В 1580 году в результате Иберийской унии Испания и Португалия объединились в единое государство, и португальские исследователи и первопроходцы стали работать на испанского монарха.
Бунтовавшие против испанского короля голландцы остро нуждались в притоке средств от торговли пряностями, поэтому они взяли курс на вытеснение испано-португальской торговли и захват испанских и португальских колоний. Для борьбы за Юго-Восточную Азию в 1624 году на южной оконечности острова Тайвань голландцы построили форт Зеландия. Опираясь на этот укреплённый пункт, они могли угрожать Маниле, поэтому испанцы решили основать на Тайване свою колонию в северной части острова.
В 1626 году испанская экспедиция прибыла к мысу Сантьяго (современный Саньдяо в районе Гунляо в Синьбэе), однако нашла его неудовлетворительным с точки зрения возможностей обороны. Экспедиция поплыла вдоль побережья на запад и прибыла в бухту Цзилун. Глубокая и защищённая гавань с маленьким островом у входа оказалась идеальным местом для основания первого испанского поселения — Сантиссима-Тринидад. Испанцы построили два форта: на острове и на берегу бухты. В 1629 году испанцы основали второе поселение — форт Санто-Доминго (на территории современного района Даньшуй в Синьбэе).
К 1641 году испанское присутствие стало настолько беспокоить голландцев, что они решили захватить испанскую колонию, однако первое голландское нападение было отбито испанцами благодаря хорошим укреплениям фортов. В августе 1642 года голландцы вернулись с четырьмя большими судами и рядом более мелких, на которых было 369 солдат. После шести дней обороны испанские гарнизоны эвакуировались в Манилу.